# Steven Sloane

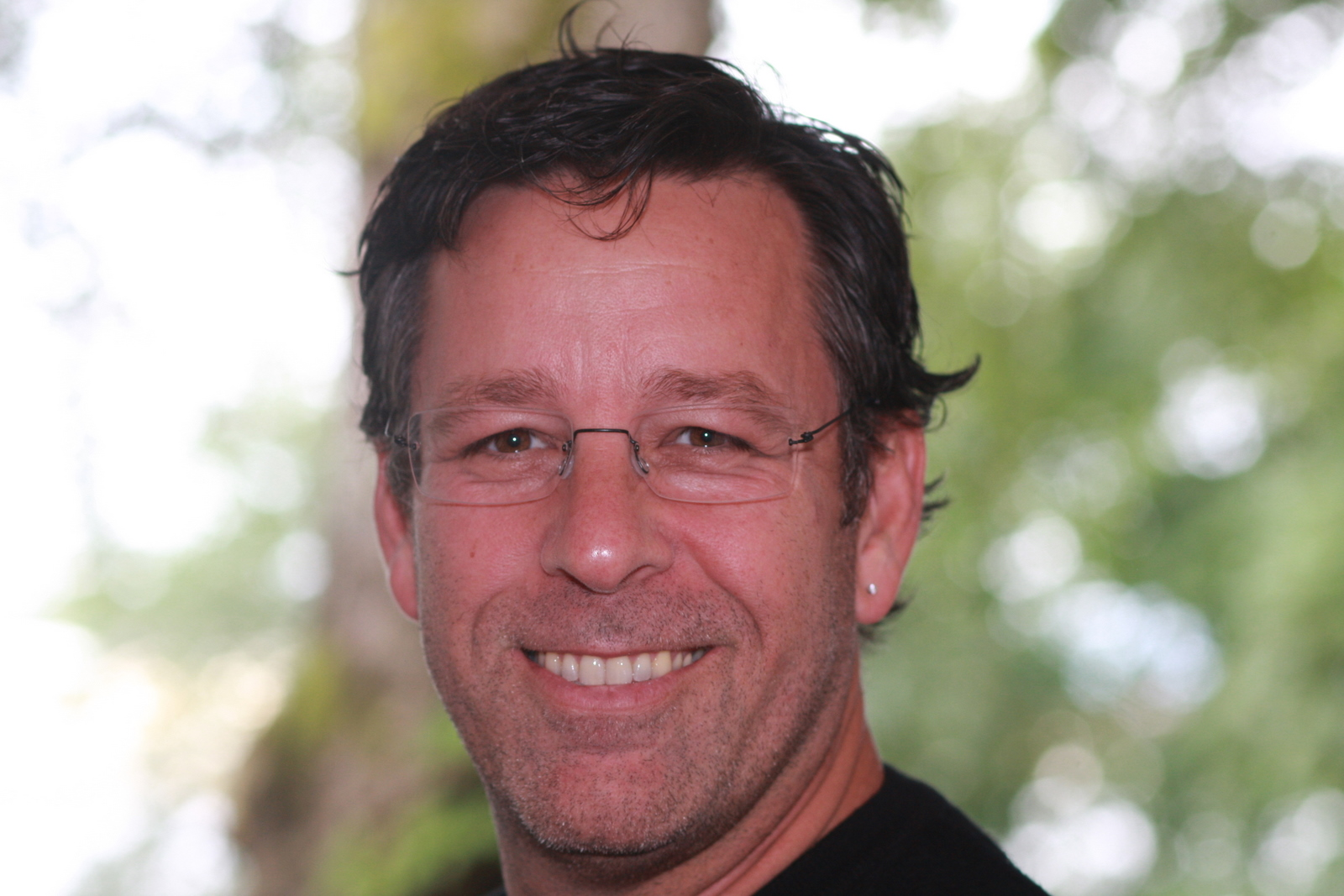
Steven Sloane (2009)
Datei: Jarle Vines

Steven Sloane (* 1958 in Los Angeles, Kalifornien) ist ein US-amerikanisch-israelischer Dirigent.

## Leben
Sloane studierte Bratsche, Musikwissenschaft und Dirigieren an der University of California, Los Angeles. Dirigierstudium bei Eugene Ormandy, Franco Ferrara und Gary Bertini. Nach seiner Übersiedlung nach Israel dirigierte Steven Sloane dort die wichtigsten Orchester des Landes, war als Chor- und Orchesterleiter des Israel Conservatory of Music und des Tel Aviv Philharmonic Choir tätig und leitete als Musikdirektor das Music Festival in Tel Aviv.
Von 1994 bis 2021 war Sloane Generalmusikdirektor der Bochumer Symphoniker. Von Sloane geleitete Orchester wurden mehrfach mit Preisen für ihre Programmgestaltung ausgezeichnet. Anfang 2008 wurde Steven Sloane in das Direktorium der RUHR.2010 – Kulturhauptstadt Europas für den Themenbereich „Stadt der Künste“ berufen.
2013 wurde er als Nachfolger von Lutz Köhler Professor für Dirigieren und Leiter des Symphonieorchesters an der Universität der Künste Berlin.
Sloane setzte sich intensiv für den Bau des 2016 eröffneten Anneliese Brost Musikforums Ruhr ein, mit dem die Bochumer Symphoniker erstmals eine eigene Spielstätte erhielten. Im Jahr 2021 hat Steven Sloane die Bochumer Symphoniker verlassen. Als sein Nachfolger als Generalmusikdirektor und als Intendant des Anneliese-Brost-Musikforums wurde Tung-Chieh Chuang benannt.
Nachdem Sloane bereits ab Oktober 2019 als Music Director Designate des Jerusalem Symphony Orchestra gearbeitet hatte, wurde er zur Saison 2020/21 dessen neuer Music Director und Nachfolger von Frédéric Chaslin.
Steven Sloane ist mit der Opernregisseurin Lotte de Beer verheiratet.

## Stationen als Dirigent
- 1988–1992: erster Kapellmeister an der Oper Frankfurt
- 1990: ständiger Dirigent an der New York City Opera
- 1992: Musikdirektor an der Long Beach Opera in Los Angeles
- seit 1994–2020/21: Generalmusikdirektor der Bochumer Symphoniker[9]
- 1996–2000: Musikdirektor des Spoleto Festivals USA in Charleston/South Carolina
- 1999–2003: Musikdirektor an der Opera North in Leeds, England
- 2002–2006: Musikdirektor des American Composers Orchestra
- seit 2007: Chefdirigent des Stavanger Symphony Orchestra
- seit 2013: Professor für Dirigieren an der Universität der Künste Berlin[9]
- seit 2018: erster Gastdirigent und Künstlerischer Berater an der Oper Malmö[9]
- seit 2020/21: Musikdirektor des Jerusalem Symphony Orchestra[9]

## Auszeichnungen
- 2009: Bürger des Ruhrgebiets
- 2021: Ehrendirigent der Bochumer Symphoniker
- 2022: Verdienstorden des Landes Nordrhein-Westfalen[10]